# Jurij Kuzubow
Jurij Kuzubow, ukr. Юрiй Кузубов (ur. 26 stycznia 1990 w Syczowce) – ukraiński szachista, arcymistrz od 2004 roku.

## Kariera szachowa

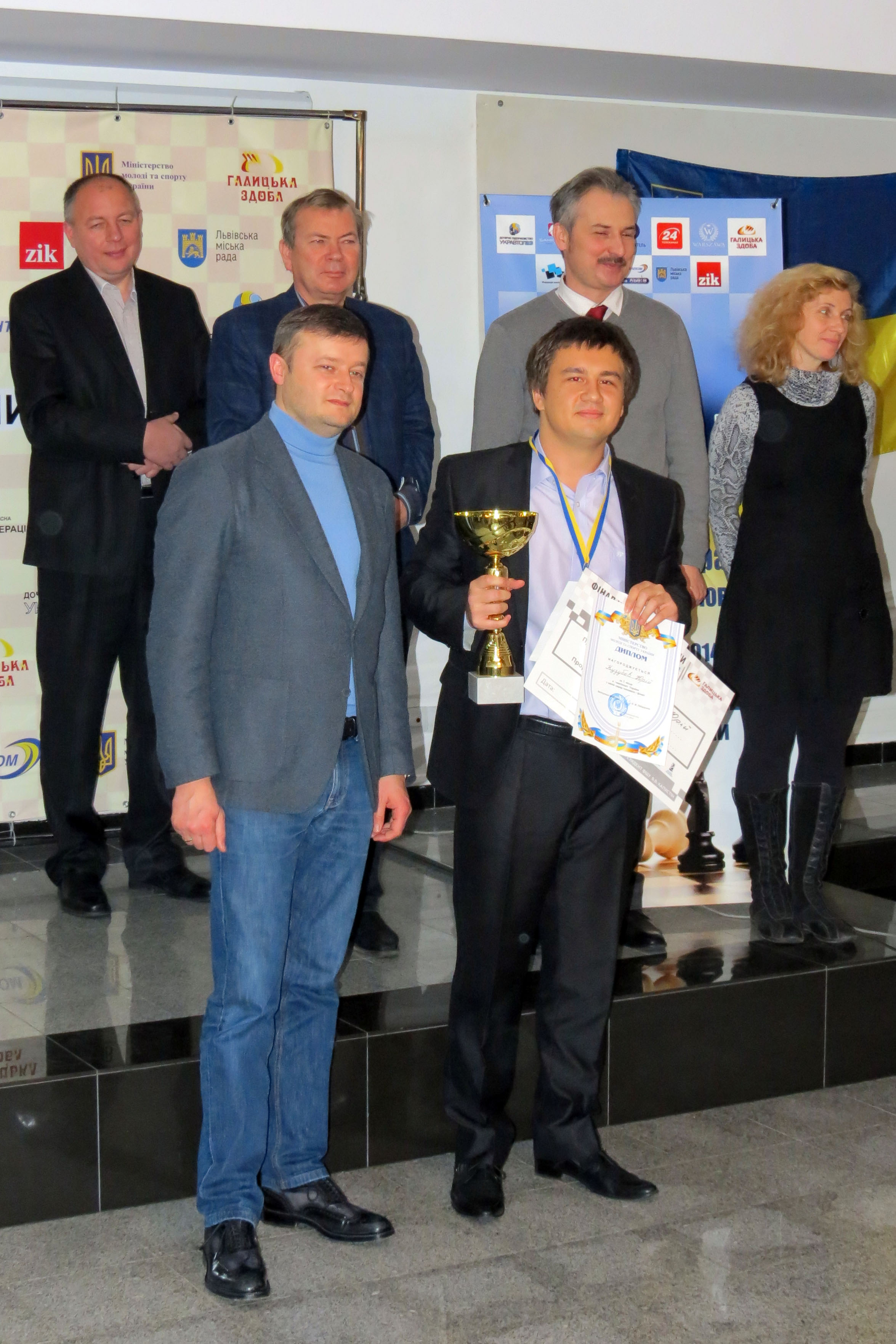
Jurij Kuzubow z pucharem za zwycięstwo w mistrzostwach Ukrainy w 2014 roku

Należy do grona najbardziej utalentowanych szachistów w historii, tytuł arcymistrza otrzymał w roku 2004, natomiast ostatnią z wymaganych norm wypełnił mając 14 lat, 7 miesięcy i 12 dni.
Wielokrotnie zwyciężał w mistrzostwach Ukrainy juniorów (m.in. w latach 2001, 2002, 2003, 2004 i 2006) W 2001 podzielił I-IV miejsce w mistrzostwach Europy juniorów w kategorii do lat 12, natomiast w 2004 w Iraklionie zdobył tytuł wicemistrza świata juniorów do lat 14.
W 2002 podzielił I miejsce w Sankt Petersburgu, w 2003 powtórzył ten wynik w Ałuszcie i samodzielnie zwyciężył w Kramatorsku, natomiast w 2004 triumfował w Sudaku oraz zwyciężył w kołowych turniejach w Groningen (wspólnie z Johnem van der Wielem, Yge Visserem i Friso Nijboerem) oraz Kiriszi (wspólnie z Siarhiejem Żyhałką i Ildarem Chairullinem). W 2005 wystąpił w Pucharze Świata w Chanty-Mansyjsku, ulegając w I rundzie Aleksandrowi Moisejenko oraz reprezentował narodowe barwy podczas drużynowych mistrzostw Europy w Göteborgu. W 2007 r. podzielił I m. w memoriale Akiby Rubinsteina w Polanicy-Zdroju (wspólnie z Bartoszem Soćko) oraz w Neuhausen (wspólnie z Władimirem Georgijewem), natomiast w 2008 r. podzielił I m. w Helsingørze (turniej Politiken Cup, wspólnie z Władimirem Małachowem, Siergiejem Tiwiakowem, Peterem Heine Nielsem, Borysem Sawczenko i Jonny Hectorem). W 2009 r. podzielił I m. w New Delhi (wspólnie z m.in. Aleksandrem Areszczenko) oraz w Orisie (wspólnie z m.in. Jurijem Drozdowskim, Andriejem Ryczagowem i Igorem Kurnosowem), natomiast w 2011. podzielił I m. w turnieju Reykjavík Open w Reykjavíku (wspólnie z m.in. Ivanem Sokolovem i Kamilem Mitoniem). W 2013 r. zajął II m. (za Karenem Grigorianem) w turnieju Lake Sevan-2013 w Martuni, natomiast w 2014 r. podzielił I m. (wspólnie z Tigranem L. Petrosianem) w Abu Zabi oraz zdobył we Lwowie tytuł indywidualnego mistrza Ukrainy.
Najwyższy ranking w dotychczasowej karierze osiągnął 1 grudnia 2017 r., z wynikiem 2699 punktów zajmował wówczas 44. miejsce na światowej liście FIDE, jednocześnie zajmując 3. miejsce wśród ukraińskich szachistów.